# 周博賢
周博賢（英語：Adrian Chow Pok Yin，1970年2月27日—），香港全職音樂創作人，集曲、詞、編、監於一身。另兼香港藝術發展局音樂組委員。曾參選2016年香港立法會選舉。近年定居英國。

## 生平
周博賢在香港出生長大，祖籍廣東開平；從小隨周麗霞老師學習鋼琴，初中開始創作音樂，17歲考獲英國倫敦聖三一學院LTCL鋼琴演奏文憑。他早年就讀慈幼英文學校（1983年中三），於1984年轉讀長沙灣天主教英文中學，並在1988年預科畢業後，憑高考成績3A1B入讀香港大學法律系（LL.B, P.C.LL, LL.M），於1991年取得律師牌照後萌起轉投音樂界的念頭，1995年遠赴多倫多約克大學（York University）音樂系攻讀三年，1998年以Summa Cum Laude 完成 BFA 學位課程。2015年嶺南大學文化研究碩士畢業。周博賢就讀長沙灣天主教英文中學時與香港小說作家及流行曲作詞人喬靖夫為同屆中學同學。
1997年暑假，他經朋友介紹下與音樂版權公司華納簽約，隨後公開發表第一首歌曲作品《來年來日》，並由古巨基唱紅而成為流行榜冠軍歌。1998年大學畢業回港後，他於天水圍的香港潮陽小學當代課老師，負責音樂、中文和常識三科。代課一年後，他於1999年回到華納，開始負責歌曲版權的法律工作。2001年，他轉職到BMG音樂版權公司，擔任亞洲區區域行政經理，處理區域版稅事務。當他在2002年尾任職於大國文化集團為法律及版權事務總經理期間，在香港大學開辦的一場歌唱比賽中擔任評判時發掘了謝安琪，並邀請她到公司試音，惟其公司大國文化認為謝安琪不太切合公司路綫而作罷。
2003年初，他辭去職位，自資與謝安琪、夏森美開辦獨立音樂品牌Ban Ban Music。2003年尾，周博賢應邀回巢大國文化擔任營運與行政總監，並在申報利益及獲得批准後，兼營Ban Ban Music的事務。2005年謝安琪出道，周博賢亦開始活躍於香港樂壇，2006年底辭去大國文化所有職務，全職投入音樂事業，曾先後6次為謝安琪擔任唱片監製，並擔任演唱會音樂總監。其作品題材經常諷刺時弊和講述弱勢社群，例如：纖體、菲傭、娛樂新聞、亡命小巴、茶餐廳、新來港婦女、貧窮人士等，加上長頭髮髮型，令他有“歌曲界長毛”之稱。而他的獨立音樂品牌Ban Ban Music，亦開始代理香港獨立歌手的經理人工作，其屬下歌手有謝安琪、李嘉強、J.O.Y.和英師傅等。最新推出的藝人有唱作組合 goldEN (組合) （由 Cousin Fung 和 Kenneth Lau 組成）。而Ban Ban Music經理人工作，則主要由夏森美負責。
另外，周博賢還在香港電台論政節目《頭條新聞》2008-09季度客串專欄「博咀博舌」，亦曾在亞洲電視《亞洲星光大道2》及《亞洲星光大道3》擔任評判。他亦創作不少反映社會時事的社運歌曲。自2010年12月起，周博賢於「香港經濟日報」每週四的專欄《糊賢亂語》執筆。自2011年11月起至2014年5月，與好友「探長」於香港數碼廣播電台、網絡電台STAGE-TUBE RADIO及D100主持音樂時事節目《怒漢推歌》。2014年起，與劉細良、「探長」於網路電台城寨主持《奪命Loudzone》。
2016年，周博賢放棄加拿大國籍，獲泛民主派支持參選立法會選舉體育、演藝、文化及出版界功能界別，挑戰建制派現任議員馬逢國，最終他以809票落敗。
另外，周博賢在2016年藝發局選舉中以1596票成為新一屆藝發局成員，任期由2017年1月1日起至2019年12月31日，並且在2019年順利連任，此外他亦參選2016年香港選舉委員會界別分組選舉，但最後落選。

## 作品列表

### 1990年代

#### 1998年
| - 古巨基 - 來年來日（曲） |

#### 1999年
| - 梁漢文 - 現在就愛我（曲） - 楊千嬅 - 冰點（編）（與蔡德才合作） | - 楊千嬅 - 尋人機器（編） |

### 2000年代

#### 2000年
| - 梁詠琪 - 煙霧瀰漫（監）（與Swing合作） - 楊千嬅 - 良性反應（曲、編） | - 葉佩雯 - 敏感地帶（曲） |

#### 2001年
| - 容祖兒 - 一個人砌圖（曲）（與Jerald合寫） | - 陳冠希 - 緋聞（曲） |

#### 2004年
| - 吳浩康 - 你那邊幾點（編）（與林思聰合編） |

#### 2005年
| - 謝安琪 - 姿色份子（曲）（曲、詞、編、監）（監製由林思聰合作） - 謝安琪 - 喪婆（曲、詞、編、監）（監製由林思聰合作） - 謝安琪 - 我歌...故我在（監）（監製由林思聰合作） - 謝安琪 - 開卷快樂（詞、編、監）（詞由林思聰及謝安琪合作；編由林思聰及Ted Lo合作；監製由林思聰合作） - 謝安琪 - 悟入歧途（曲、詞、編、監）（詞由喬靖夫合作；監製由林思聰合作） | - 謝安琪 - 臭男人（曲、詞、編、監）（監製由林思聰合作） - 謝安琪 - The One & Only（監）（監製由林思聰合作） - 謝安琪 - 塑膠玫瑰（曲、編、監）（監製由林思聰合作） - 謝安琪 - 一人之夏（監）（監製由林思聰合作） - 謝安琪 - 跟我走（曲、詞、編、監）（監製由小池石良合作） |

#### 2006年
| - 容祖兒 - 蒸餾（詞） - 陳奕迅 - 粵語殘片（詞） - 謝安琪 - 菲情歌（曲、詞、編、監）（監製由小池石良合作） - 謝安琪 - 愁人節（曲、詞、編、監）（監製由小池石良合作） | - 謝安琪 - 亡命之途（曲、詞、編、監）（監製由小池石良合作） - 謝安琪 - 我愛茶餐廳（曲、詞、編、監）（監製由小池石良合作） - 謝安琪 - 後窗知己（曲、詞、編、監）（監製由小池石良合作） |

#### 2007年
| - 李嘉強 - 想起蒼井空（詞） - 梁雨恩 - 最佳配樂（曲、編、監） - 傅 穎 - 今日: 晴（曲、詞、編） - 鄧麗欣 - 不愛不愛理（曲、監） - 謝安琪 - 第一天（詞、編、監）（監製由小池石良合作） - 謝安琪 - 姿色份子n（曲、詞、編、監）（監製由小池石良合作） - 謝安琪 - The ROne & BOnly（監）（監製由小池石良合作） - 謝安琪 - 臭伉儷（曲、詞、監）（監製由小池石良合作） - 謝安琪 - 跟我走這世界（曲、詞、監）（監製由小池石良合作） | - 謝安琪 - 悟入迷途（曲、詞、監）（詞由喬靖夫合作；監製由小池石良合作） - 謝安琪 - 飛情歌（曲、詞、編、監）（監製由小池石良合作） - 謝安琪 - 我愛茶舞廳（曲、詞、監）（監製由小池石良合作） - 謝安琪 - 開卷の樂（詞、監）（詞由林思聰及謝安琪合作；監製由小池石良合作） - 謝安琪 - 一人之盛夏（編、監）（監製由小池石良合作） - 謝安琪 - 節外生枝（編、監）（監製由小池石良合作） - 謝安琪 - 3/8（曲、編、監） - 謝安琪 - 神奇女俠的退休生活（監） |

#### 2008年
| - 李嘉強 - 助紂為虐（詞） - 泳 兒 - 小蠻腰（曲、詞、編、監） - 泳 兒 - 生理時鐘（詞、編） - 洪卓立 - 三腳貓（曲、詞、編、監） - 洪卓立 - 愛在通脹蔓延時（詞、監） - 洪卓立 - 陳友（曲、詞、編、監） - 洪卓立 - 很想和你在一起（曲、詞、編、監） - 洪卓立 - 阿曼的球場（詞、編、監） | - 謝安琪 - 十字架（曲、詞、編、監） - 謝安琪 - 私隱線（曲、詞、編、監） - 謝安琪 - 如花（詞、監） - 謝安琪 - 17度（詞、監） - 謝安琪 - 入型入格（曲、詞、編、監） - 謝安琪 - 烏托邦（曲、詞、編、監） - 謝安琪 - 十優生（詞、監） - 謝安琪 - 那碗粥（曲、編、監） |

#### 2009年
| - 泳 兒 - 冷笑話（曲、監） - 泳 兒 - 愛人與海（曲、詞、編、監） - 胡杏兒 - 靈魂伴侶（詞、編、監） - 胡杏兒 - 尋愛(國語)（編、監） - 張智霖 - 巨星之路（曲、詞、編、監） - 蔡卓妍 - 二缺一（曲、詞、編、監） - 蔡卓妍 - 二缺一（國）（曲、編、監） - 蔡卓妍 - 生還者（曲、詞、編、監） - 蔡卓妍 - 放得低（詞、監） - 謝安琪 - 吶喊（詞、監） - 謝安琪 - 字裡行奸（曲、詞、編、監） - 謝安琪 - 直角等於三角形（曲、詞、編、監） - 謝安琪 - 祝英台（詞、監） | - 謝安琪 - 紅衣天使（詞、監） - 謝安琪 - 方玲霞（曲、詞、編、監） - 謝安琪 - 活著（詞、編、監） - 謝安琪 - 雨過天陰（詞、監） - 謝安琪 - 寬限期（詞、編、監） - 謝安琪 - 衣帽間（詞、編、監） - 謝安琪 - 替你高興（詞、監） - 謝安琪 - 載我走（詞） - 謝安琪 - 藝妓回憶錄（詞） - 謝安琪 - 最後晚餐（詞） - 謝安琪 - 身體髮膚（曲、詞、編、監） - 謝安琪 - 賴床（詞、監） - 謝安琪 - 兩生關（曲、詞、編、監）（曲由Cousin Fung合作） |

### 2010年代

#### 2010年
| - J.O.Y. - 失戀無痛（詞） - 官恩娜 - 響不了的紙鳶（曲） - 李克勤 - 罪人（詞、監） - 李克勤 - 樓星花園（詞、監） - 李克勤 - 對妳有話兒（詞、監） - 李克勤 - 挨風科（詞、監） - 李克勤 - 隱形俠（曲、詞、編、監） - 周柏豪 - 乞丐王子（曲、詞、編、監） - 周柏豪 - 傑出青年（詞、監） - 周博賢 - 好在還有你（曲、詞、編、監） - 泳 兒 - 無緣罪（詞、編、監） - 泳 兒 - 失眠藥（詞、監） - 泳 兒 - Forever Friends（編、監） - 泳 兒 - 表態（監） - 泳 兒 - 還有一生的時間（監） | - 泳 兒 - 愛情是吃的（監） - 洪卓立 - 紳士（監） - 張敬軒 - 怎麼可（曲、詞、編、監） - 張敬軒、麥家瑜 - 石徑（詞、監） - 張敬軒 - 茶想曲（監） - 梁詠琪 - 女兒雄（詞） - 蔡卓妍 - 小玩笑（詞、編、監） - 謝安琪 - 脆弱（編、監） - 謝安琪 - 再見（監） - 謝安琪 - 愛情預購（曲、編、監） - 謝安琪 - 拾年（監） - 謝安琪 - 大愛感動（詞、監） - 謝安琪 - 狂想曲（詞、監） - 謝安琪 feat. 李玉剛 - 蘭花指（監） |

#### 2011年
| - goldEN - 係唔係o架（詞、監） - goldEN - 草稿（詞、監） - goldEN - 足金金猴（詞、監）（與黃梓澄聯合填詞） - 文恩澄 - 怪獸愛侶（詞） - 周國賢 - 天馬行空（詞） - 洪卓立 - 菜園屋邨（監） - 許冠傑、謝安琪、許廷鏗、香港大學學生 - 明我以德（編、監） - 吳雨霏 - 水點（編、監） - 謝安琪 - 十二月二十（曲、詞、編、監） | - 謝安琪 - 潔淨皇后（詞、監） - 謝安琪 - 第二天（快樂是...）（詞、編、監） - 謝安琪 - 臨崖勒馬（詞、監）（詞由黃梓澄合作） - 謝安琪 - 少女瑪利亞（詞） - 謝安琪 - 溫室（詞） - 謝安琪 - 借過（詞） - 謝安琪 - 大城小動（詞、編、監） - 謝安琪 - 十二月二十二（詞、編、監） |

#### 2012年
| - goldEN - 重頭戲（詞、監） - goldEN - 偷窺有罪（監） - goldEN - 屈機的風（詞、監） - goldEN - 肝脆（監） - Twins - 旅遊書（曲、編、監） | - Twins - 素顏（曲、詞、編、監） - 文恩澄、陳國峰 - 地獄式戀愛（詞）（詞與黃梓澄合作） - 草蜢、軟硬 - 山頂嘅朋友（曲） - 周博賢 - 不要在黑暗中死去（曲、詞、編、監） - 蔡卓妍 - 魚樂無窮（詞、編、監） |

#### 2013年
| - goldEN - 戀循環（詞、監）（詞與Cousin Fung合作） - 謝安琪 - 最好的時刻（詞、監） - 謝安琪 - 停轉的木馬（曲、詞、編、監）（詞與鍾穎儀合作） - 謝安琪 - 小頑童（詞、編、監）（詞與鍾穎儀合作） | - 謝安琪 - 到南邊走走（曲、詞、編、監）（曲與謝安琪合作、詞與鍾穎儀合作） - 謝安琪 - 心不由己（編、監） - 謝安琪 - I Have A Dream（詞、監）（詞與鍾穎儀合作、監與曹格合作） |

#### 2014年
| - goldEN - 新城市（監） - goldEN - 反擊的愛人（詞、監） - goldEN - 問你死未（監） - goldEN - 必要的沉默（詞、弦樂編曲、監）（詞、弦樂編曲與Cousin Fung合作） - 謝安琪 - C餐（曲、編、監） | - 謝安琪 - 雞蛋與羔羊（曲、詞、編、監） - 謝安琪 - 篋神（曲、編、監） - 謝安琪 - 頭盔（曲、詞、編、監） - 謝安琪 - 十倍奉還（曲、詞、編、監） |

#### 2015年
| - MUSZE - 辛酸（監） - Speechless - 這世界決不割賣（監） | - stereo is the answer - 農村包圍城市（監） |

#### 2016年
| - 謝安琪 - 山林道（曲、編、監） | - 謝安琪 - 孤嶺花（曲、詞、編、監） |

#### 2017年
| - 吳 彤 - 傷城故事（編、監） |

#### 2018年
| - Olivier Cong - Waves（監） - Sinnie Ng - 311復興與再生（曲、編、監） |

### 2020年代

#### 2022年
| - Boyz Reborn - 青春祭（監） |

#### 2023年
| - Chloe Riordan - As We Speak（曲、詞、編、監） |

## 外部連結
- 周博賢blog
- 周博賢個人Facebook（页面存档备份，存于）
- Ban Ban Music MySpace 網頁[永久]
- 訪問︰與周博賢談香港樂壇、謝安琪及周博賢（页面存档备份，存于）